# Боґушішкяй (Расейняйський район)
Боґушішкяй (Bogušiškiai) — село у Литві, Расейняйський район, Шілувоське староство, знаходиться за 6 км від села Шілува. Станом на 2001 рік у селі проживала 131 людина.

## Принагідно
- мапа із зазначенням місцерозташування [Архівовано 6 серпня 2018 у Wayback Machine.]

| Литва | Це незавершена стаття з географії Литви. Ви можете допомогти проєкту, виправивши або дописавши її. |